# ヨハン・ロシュミット

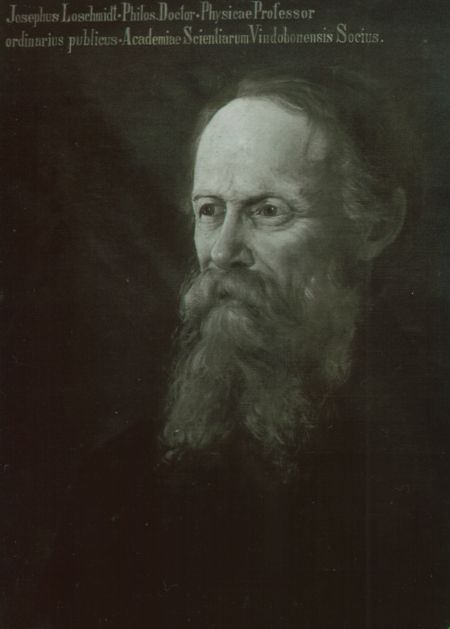
ヨハン・ヨーゼフ・ロシュミット

ヨハン・ヨーゼフ・ロシュミット（Johann Josef Loschmidt、1821年3月15日 カールスバート近郊プチルン Putschirn（現チェコ・ポチェルニ Počerny）- 1895年7月8日）は、オーストリアの化学者、物理学者である。1872年からウィーン大学で物理化学の教授を務めた。研究分野は熱力学、電気力学、光学、結晶におよぶ。
ロシュミットは、1856年気体分子の大きさを求めた。1861年ベンゼンの構造を有名なケクレに先駆けて発見した。
1865年にアボガドロ定数の計算を行ったので、ドイツ語圏の国では、現在もアボガドロ数をロシュミット数と呼ぶことがある。または0℃、1気圧の1cm3の体積に含まれる分子の数をロシュミット数（NL=2.6869×1019個／1cm3と呼ぶ。

## 生涯
ジョセフ・ロスシュミット（生涯を通じてミドルネームのみを使用し、文学ではジョセフ・ロスシュミットとしてのみ知られている）は、カールスバッド近郊のプッチルンの貧しい小作人の子供として生まれた。父アントン・ロスシュミットはプッチルンの10番の小さな農場に住み、仕立屋と農業で生計を立てていた。アダルベルト・チェコ神父の勧めで教育を受け、シュラッケンヴェルトのピアリスト修道院で学んだ後（1833年～1837年）、プラハに移り、1839年にはドイツ語圏の大学に進学した。ここで彼は、プラハの哲学教授フランツ・セラフィン・エクスナーと接触した。エクスナーの提案で、ロスシュミットは数学モデルを心理学的な質問に適用しようとした。このプロジェクトは失敗に終わったが、ロスシュミットは優秀な数学者になった。1841年にはウィーンに渡り、1846年には工科大学で物理学と化学を専攻して卒業した。科学的な職に就けなかった彼は、まず製鉄所で働いた後、ウィーンで硝酸カリウムを製造する会社を設立した。しかし、この会社は倒産し、1856年からはウィーンの中等教育学校の教師として働いた。1866年にウィーン大学に任命され、1868年に助教授となり、1872年から1891年まで物理化学の教授となった。ルートヴィヒ・ボルツマンの師匠でもあった。
66歳の時、ロスシュミットは長年のパートナーで家政婦のカロリン・マイヤー（1846-1930）と結婚した。その後まもなく、1887年には、ロシュミットの「（私たちの）一人っ子」（墓石碑文）ヨゼフが生まれ、父の後に亡くなったが、1898年にはまだ乳児期であった。一族の名誉奉納墓はウィーン中央墓地（56B-2-23）にある。墓石に登場する4人目の人物は、「息子の2年前に生まれたカロリン・メイア（1885～1950）」。
1953年、ウィーン・フロリッズドルフ（21区）のロスシュミットガッセは、彼の名前にちなんで命名された。ベルリン・シャルロッテンブルクでは、彼の名を冠した通りがある。2010年、ウィーン大学化学研究所の大講堂IIは、ヨゼフ＝ロッシュミット＝ホルサールと改称された。

## 業績
熱力学、電気力学、光学、結晶形態の研究を行った。1861年、彼は初めてベンゼンを環状構造として構成することを提案した。
1865年、彼は初めて空気分子の大きさを気体運動論的に決定した。これにより、彼は初めてロシュミット定数を計算することができた。
彼の作品「化学研究」の中で グラフィカルな表現による有機化学の憲法公式」（1861年発行）ロシュミットは、368個の分子（うち121個は芳香族）を「憲法公式」の助けを借りて記述したが、この「憲法公式」は、今日でも化学者にとって非常にわかりやすく、原子の空間的な配向を示している。彼の公式は、今日でも一般的なように、対応するストローク数の二重結合と三重結合を示している。また、オゾンとシクロプロパンの公式も含まれており、これは21年後にアウグスト・フロイントによって公式に発見されたものである。ロシュミットは、フェニル環はおそらくシクロプロパンと似たような構造をしていると書いているので、ベンゼンの環状の外観を知っていたと推測される。アウグスト・ケクレは、ベンゼン環の構造を発表する前にロスシュミットの「構成式」を知っていたため、ケクレは少なくともロスシュミットの仕事からベンゼンの構造のインスピレーションを得たと考える歴史家もいる。